# الغواصة الألمانية يو-153 (1941)
غواصة يو-153  غواصة يو بوت ألمانية من الفئة التاسعة سي بنيت لسلاح بحرية ألمانيا النازية كريغسمارينه، في أحواض بناء السفن والآلات الألمانية وإيه جي فيزر في بريمن خلال الحرب العالمية الثانية.